# キンディオ大学
キンディオ大学（西: Universidad del Quindío）は、コロンビアのキンディオ県アルメニアに本部を置く県立大学である。

## 歴史
1960年10月23日アルメニア議会の議決により設立され、1982年に県立教育機関となった。

## 学部
7学部に33課程、大学院18課程がある。
工学部
土木工学・電子工学・システム計算機工学・土木技術・地質調査技術
教育学部
自然科学環境教育・文学スペイン語学・数学・外国語学
人文芸術学部
視覚芸術・ソーシャルコミュニケーション・図書館情報学・哲学・社会福祉
基礎理工学部
物理学・化学・生物学・電子機器技術
経済経営会計学部
金融学・経営学・会計学・経済学
健康科学部
医学・労働衛生学・看護学・老年学
農工学部
食品工学・農業加工・農業技術

### 博士課程
- 教育学
- 理学
- 生物医科学

### 修士課程
- 工学
- 教育学
- 数理生物学
- 植物生物学
- 材料科学
- 化学
- 環境学
- 経営学
- 労働安全
- 生物医科学
- 農業工学

### 専門職課程
- 経営・国際金融
- 物流管理
- 法定監査・外部監査
- 小児医学

## 研究施設
- 学際理学研究所
- 生物医学研究センター"Manuel Elkin Patarroyo"
- 生物多様性・生物工学研究教育センター
- 地域研究教育センター
- 工学部研究教育センター